# Retrato de Laura de Pola
El Retrato de Laura de Pola es un óleo sobre lienzo de 90 x 75 cm de Lorenzo Lotto, de 1543-1544 y conservado en la Pinacoteca de Brera de Milán. 

## Historia
La obra está documentada en el libro de contabilidad de Lotto como encargada en abril de 1543 por el noble trevisano Febo Bettignoli de Brescia, como pendant de su propio retrato. Los dos retratos fueron entregados al año siguiente, con pagos que incluyeron también el envío de dos pavos de oro como muestra de especial aprecio. Después de la muerte de Febo, en 1547, las pinturas permanecieron con los herederos de la esposa, hasta que la familia se extinguió en el siglo XIX. En 1859 la Pinacoteca de Brera adquirió ambos lienzos.

## Descripción y estilo
Los retratos de los años cuarenta de Lotto se caracterizan por una austera sobriedad. Si bien este retrato presenta cierta exuberancia, en el rico bordado dorado en relieve de la cofia y canesú del vestido, en el delicado abanico de plumas y en el paño de terciopelo rojo detrás del respaldo del asiento, la obra muestra una armonía cromática principalmente en tonos apagados y sin recurrir a las poses complejas de los retratos de los años treinta (como el Retrato de dama inspirada en Lucrecia). 
La mujer fue retratada cuando tenía aproximadamente veinte años y acompañada de todos los símbolos de su nobleza y riqueza, deteniéndose, como era de rigor, en los detalles suntuosos. Sobre un fondo neutro marrón, animado con una cortina verde replegada, la dama está sentada junto a un reclinatorio, sosteniendo un pequeño libro de oraciones y el abanico, y parece en el acto de levantarse para ir al encuentro del espectador. Lleva al cuello un collar de perlas, mientras en la cintura porta una pesada cadena de oro.
Algunos recursos técnicos muestran una anticipación de motivos de la última fase del pintor, como las pinceladas rápidas en algunos puntos que sugieren la consistencia de las superficies y la refracción de la luz, sobre todo en detalles como el abanico y los bordados.